# توماس غريشام
توماس غريشام (1519-1579)، كان عالماً وتاجراً واقتصاديًا إنكليزيًا، وكان هذا العالم يشغل وظيفة وزير مالية مملكة إنجلترا في القرن السادس عشر، وكان قد ألقى على عاتق هذا العالم وضع العملة الإنجليزية على أسس وقواعد صحيحة، فصاغ قانونه في عبارته المشهورة «النقود الرخيصة تطرد النقود الغالية من التداول»، ولقد عمل مستشاراً اقتصادياً لدى ملك بريطانيا إدوارد السادس، وكذلك مستشاراً لدى أخته الملكة إليزابيث الأولى ملكة بريطانيا.

## نشأته
ولد السير توماس في لندن، وهو من أسرة نورفولك العريقة، وأحد أولاد السير ريتشارد جريشام، وبعثه والده للدراسة في جامعة كامبريدج، بعد ذلك اشتغل في عدة أعمال وتاجر في السوق، وفي عام 1544 تزوج من أرملة وليام ريد، وكان يلعب بمهارة في السوق.

## روابط خارجية
- توماس غريشام على موقع الموسوعة البريطانية (الإنجليزية)
- توماس غريشام على موقع إن إن دي بي (الإنجليزية)